# Mandelbachtal
Mandelbachtal és un municipi del districte de Saarpfalz a l'estat federat alemany de Saarland. Està situat a prop de la frontera amb França aproximadament 15 km al sud-est de Saarbrücken.

## Nuclis
- Bebelsheim
- Bliesmengen-Bolchen
- Erfweiler-Ehlingen
- Habkirchen
- Heckendalheim
- Ommersheim
- Ormesheim
- Wittersheim